# Tetranchyroderma enalosum
Tetranchyroderma enalosum är en djurart som tillhör fylumet bukhårsdjur, och som beskrevs av William D. Hummon 1977. Tetranchyroderma enalosum ingår i släktet Tetranchyroderma och familjen Thaumastodermatidae. Inga underarter finns listade i Catalogue of Life.